# Alfredo Zayas y Alfonso

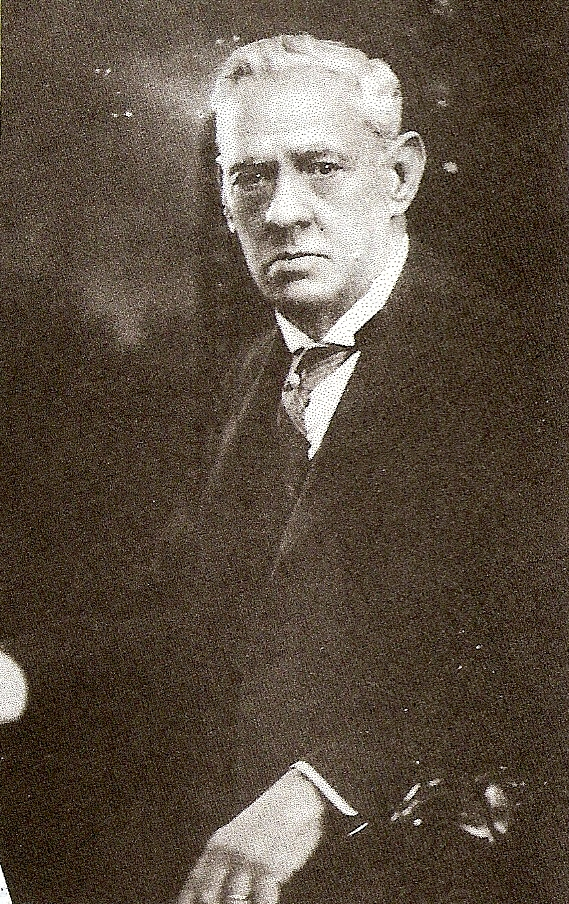
Alfredo Zayas y Alfonso

Alfredo Zayas y Alfonso (* 21. September 1861 in Havanna, Kuba; † 11. April 1934 in Havanna) war kubanischer Rechtsanwalt, Politiker und Dichter (Pseudonym: „El Habanero“), ab 1905 Senator für Havanna, ab 1909 Senatspräsident, von 1909 bis 1913 Vizepräsident, von 1921 bis 1925 vierter Präsident der Republik Kuba.
Nach Ende der ersten Phase des Unabhängigkeitskrieges gegen Spanien (Guerra Larga) war Zayas Mitglied der Autonomisten-Partei. 1901 war er Mitglied der verfassunggebenden Versammlung. Überdies war er Vorsitzender der Liberalen Partei (Partido Liberal de Cuba) und Gründer und Vorsitzender der Kubanischen Volkspartei (Partido Popular de Cuba).

## Leben
Alfredo Zayas war der Sohn des bekannten Juristen und Professors José María de Zayas-Bazán y Jiménez (Direktor des „Colegio el Salvador“). Die Familie besaß Latifundien und Zuckerrohr-Plantagen, vor allem in der Region um Trinidad in der Provinz von Las Villas, außerdem ein Haus in Tampa, Florida, wo sich in den 1890er Jahren Befürworter der Unabhängigkeit Kubas trafen, darunter José Martí (verheiratet mit Carmen de Zayas).
Alfredo Zayas wurde 1889 Staatsanwalt und 1891 Richter. Als junger Dichter wurde er 1891 Herausgeber der Zeitschrift „Habana Literaria“ (bis 1894). Wegen seiner anti-kolonialistischen Überzeugung ließ de Zayas das Adelsprädikat fallen und wurde in der Politik schlicht als Alfredo Zayas bekannt. Sein Bruder, der Diplomat Francisco de Zayas, kubanischer Botschafter in Frankreich, konnte das Adelsprädikat im diplomatischen Verkehr nutzen und behielt es daher bei. Sein anderer Bruder, der Arzt Juan Bruno de Zayas, fiel 1896 als General der kubanischen Befreiungsarmee unter General Antonio Maceo im kubanischen Unabhängigkeitskrieg gegen Spanien.
Als einer der Führer der kubanischen Unabhängigkeitsbewegung wurde Alfredo 1895 verhaftet und nach Spanien deportiert. Er verbrachte die Kriegsjahre im Gefängnis (Carcel Modelo de Madrid) in Madrid und Ceuta, wo er etwa 100 Gedichte schrieb, darunter „Al Caer la Nieve“. Es erschien später in Buchform und wurde in den Schulen Kubas als klassisches Heimatgedicht gelehrt.
Nach der US-amerikanischen Intervention im kubanischen Unabhängigkeitskrieg und der Niederlage Spaniens (vgl. Spanisch-Amerikanischer Krieg, 25. April bis 12. August 1898) kehrte Zayas nach Kuba zurück, wurde Bürgermeister von Havanna und führte die Opposition gegen die nun geplante Annexion Kubas durch die Vereinigten Staaten. Er wurde in die kubanische verfassunggebende Versammlung gewählt und wurde ihr Sekretär. Dort argumentierte er gegen die geplante Annexion Kubas und stimmte gegen das von den USA aufgezwungene „Platt Amendment“, jedoch unterlag er bei der letzten Abstimmung 11 zu 16. Durch das Platt Amendment bekamen die Vereinigten Staaten zwei Marinestützpunkte (Guantánamo und Bahía Honda) und das Recht, jederzeit in die kubanische Politik zu intervenieren.
Als Zayas 1916 die Präsidentschaftswahl gegen General Mario García Menocal knapp gewann, intervenierten die Vereinigten Staaten (US-Präsident war damals Woodrow Wilson) von Guantánamo aus militärisch gegen Zayas, um zu verhindern, dass er Präsident wurde. So blieb General García Menocal bis 1920 Präsident und Zayas Oppositionsführer. Zayas wurde 1920 erneut gewählt und musste nun sein gesamtes Kabinett dem amerikanischen „Protektor“ General Enoch Crowder zur Genehmigung vorlegen. Bis 1923 festigte sich die Position Zayas und er konnte sein Kabinett selbst bestimmen. Allerdings übernahm er einen bankrotten Staat mit Schulden von über 40 Millionen US-Dollar. In den Jahren der US-Präsidentschaft von Calvin Coolidge gelang es Zayas, die Last des Platt Amendments zu mildern und die Staatsfinanzen durch eine Anleihe von 50 Millionen US-Dollar von John Pierpont Morgan etwas zu verbessern, zumal nach dem Ersten Weltkrieg die Zuckerpreise auf dem Weltmarkt von 22 auf 4 Cent pro Pfund (lb) gefallen waren. Das Ende des sogenannten „Danza de los Millones“ (Tanz der Millionen), des Zuckerrohr-Exportbooms mit seinen enorm hohen Gewinnen, war gekommen.
Als Bürgerpräsident und Nichtmilitär förderte Zayas die demokratischen Institutionen, die Universitätsreform und die Pressefreiheit, auch wenn seine Amtszeit von Korruptionsvorwürfen überschattet war. Zu seinen Verdiensten gehörte, die Rechte der kubanischen Frau – insbesondere das Wahlrecht – zu fördern (das Frauenwahlrecht wurde vom Senat bereits am 16. Juni 1921 beschlossen, was eine spätere Verfassungsänderung erforderte), die Gewerkschaft der Bahnarbeiter anzuerkennen, den 8-Stunden-Tag und die Rentenversicherung einzuführen (1924), die schwierigen Verhandlungen mit den Vereinigten Staaten um die kubanische Souveränität über die Pinieninsel (Isla de Pinos) voranzubringen (2.204 Quadratkilometer, seit 1978: Jugendinsel/Isla de la Juventud, von den USA von 1898 bis 1924 besetzt). Zu seinen weiteren Leistungen gehörte der Hay-Quesada-Vertrag (Hay-Quesada Treaty, 1925), außerdem verschaffte er Kuba vier verhältnismäßig friedliche wenn auch wirtschaftlich bescheidene Jahre, und er ließ keinen politischen Gegner verhaften.
Dies änderte sich unter seinen militärischen Nachfolgern, den autokratischen Diktatoren General Gerardo Machado und General Fulgencio Batista. Zayas kandidierte 1925 nicht mehr für eine zweite Amtszeit, sondern zog sich aus dem politischen Leben zurück, um sich vor allem der Literatur zu widmen und Bücher zu schreiben, außerdem war bis zu seinem Tod Präsident der „Akademie für Geschichte“ (Academia de la Historia). Er starb 72-jährig, seine letzte Worte sollen „Fe y adelante“ (Vertrauen und vorwärts) gewesen sein. Begraben wurde Zayas in Havannas Cementerio Cristóbal Colón; sein dortiges Mausoleum ist wegen seiner herrlichen Buntglas-Fenster und einer lebensgroßen Kopie der Pietà Michelangelos berühmt. Neben seinen Gedichtsbüchern und Anthologien hat vor allem sein Buch „Lexicografia Antillana“ bleibende Bedeutung in der kubanischen Literatur. Er war verwandt mit Antonio de Zayas y Beaumont, dem Herzog von Amalfi (Duque de Amalfi) und mit den Marqueses (Grafen) de Zayas in Barcelona. Die Familie de Zayas stammt aus dem Hause Aragon (Peter III. und seiner Frau Konstanze von Sizilien) und dem Haus der Grafen von Urgell.

## Schriften
- Alfredo Zayas, Obras Completas, Bd.I: Poesias, Bd.2 Discursos y Conferencias, La Habana 1941-42.
- Alfredo Zayas, Un Capítulo de la Historia de Cuba, La Habana, 1916.
- Alfredo Zayas, Lexicografía Antillana, Bd. 1–2, La Habana, 1931-32.
- Alfredo Zayas, La Poesía Patriotica en Cuba hasta 1868, Academia Nacional de Artes y Letras, La Habana, 1931.
- Alfredo Zayas, El presbiterio don José Agustín Caballero y su vida y sus obras, La Habana, 1891.
- Alfredo Zayas, La Evolución Social, La Habana, 1891.
- Alfredo Zayas, Por la Gloria de Luz y Caballero, La Habana, 1909.

### Zeittafeln
- http://www.historyofcuba.com/history/time/timetbl2e.htm
- http://www.ianchadwick.com/essays/cubahistory.html
- http://www.bnjm.cu/bnjm/espanol/publicaciones/noticias_republica/gobierno_3.htm